# Chlorita subulata
Chlorita subulata är en insektsart som först beskrevs av Ribaut 1933.  Chlorita subulata ingår i släktet Chlorita och familjen dvärgstritar. Inga underarter finns listade i Catalogue of Life.